# Cervus schomburgki
Espèce
Synonymes
- Rucervus schomburgki (Blyth, 1863)

Statut de conservation UICN

 EX  : Éteint
Le cerf de Schomburgk (Cervus (Rucervus) schomburgki ou Rucervus schomburgki) est une espèce éteinte de la famille des cervidés endémique des forêts marécageuses d'eau douce de la plaine du Chao Phraya, en Thaïlande.
Il fut décrit par Edward Blyth, qui lui donna le nom du consul anglais à Bangkok, Sir Robert Hermann Schomburgk.
Le cerf de Schomburgk est à rapprocher des deux autres espèces du sous-genre Rucervus : Cervus eldi et Cervus duveauceli.
Cette espèce a survécu en liberté jusqu'en septembre 1932, quand le dernier mâle fut abattu par un officier de la police du Siam. Le dernier specimen en captivité, un mâle adulte conservé dans un temple de la province Thaïlandaise de Samut Sakhon, fut tué par un ivrogne local en 1938. Il ne subsiste qu'un seul exemplaire naturalisé en entier, conservé au MNHN à Paris, dans la galerie des animaux disparus (une salle de la grande galerie de l'Évolution). Il s'agit probablement de celui qui vivait au Jardin des plantes en 1867. L'espèce est déclarée officiellement éteinte dans la liste rouge 2006 de l'UICN. Cependant une étude soutient que des populations pourraient survivre dans la nature.
Il vivait dans les zones marécageuses de Thaïlande, évitant la végétation trop touffue. La production intensive de riz pour l'exportation à partir de la fin du XIXe siècle poussa à la conversion des marécages en rizières, et le coup de grâce fut donné par la chasse intensive dont il fut l'objet.
Au cours d'une visite d'une échoppe de médecine chinoise dans une zone relativement reculée du Laos en février 1991, Laurent Chazée, agronome travaillant pour l'ONU, observe une paire d'andouillers en vente. Ne reconnaissant pas l'espèce, il les photographie. Le propriétaire du commerce lui affirme qu'ils proviennent d'un district proche, et que l'animal a été tué en 1990. Les bois sont ensuite attribués au cerf de Schomburgk,. Il semble donc possible que cette espèce survive au Laos, mais plus de recherches s’avéreraient nécessaires. L'UICN déclare l'espèce éteinte en 2008, confirmé en 2015 à la suite d'une évaluation en 2014.

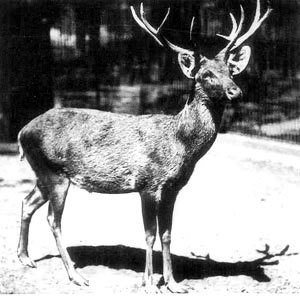
Cerf de Schomburgk en captivité au Zoo de Berlin en 1911, Allemagne